# Ella, la gata
Ella, la gata es una telenovela argentina dirigida por Roberto Denis y producida por Jacinto Pérez Heredia para la cadena Canal 13, emitida desde el año 1967 hasta el año 1968. Fue protagonizada por Marta González y Enrique Liporace, como también con Golde Flami y Pedro Aleandro en los roles antagónicos. Además contó con las participaciones de los actores Iván Grondona, Lía Casanova, Alita Román y Elsa Piuselli.

## Elenco
- Marta González - Clyde Martínez «La Gata»
- Enrique Liporace - Daniel Domínguez
- Golde Flami - Rosa de Domínguez
- Pedro Aleandro - Julián Domínguez
- Lía Casanova - Carmen
- Elsa Piuselli - Elena
- Alita Román - Emilia
- Arturo Puig - Arístides
- Leonor Galindo - Graciela
- Mecha Ortiz - Blanca
- Gustavo Fabiani - Leonel
- Estela Molly - Isabel
- Norma Aleandro - Norma
- María Luisa Robledo - Martha
- Roberto Escalada - Teodoro

## Equipo de producción
- Original: Inés Rodena
- Adaptación: Armando Baielli
- Vestruario: Susana Latour
- Escenografía: Elida Hernández
- Iluminación: Héctor Nastasi - Francisco Palau - Marcelo Stabio - Juan Botecchia
- Asistende de dirección: Carlos Cunill
- Dirección: Roberto Denis
- Producción: Jacinto Pérez Heredia

## Versiones
Ella, la gata está basada en la radionovela La gata, escrita originalmente por Inés Rodena, de la cual se han hecho otras versiones:
En Puerto Rico:
- La gata (1961): Producida por Esther Palés para  Telemundo de Puerto Rico, y protagonizada por Helena Montalbán y Braulio Castillo.

En Venezuela:
- La gata (1968): Producida por Cadena Venezolana de Televisión, y protagonizada por Peggy Walker y Manolo Coego.
- Rubí rebelde (1989): Producida por Genaro Escobar para RCTV, y protagonizada por Mariela Alcalá y Jaime Araque. (Fusión de La gata con Enamorada, otra radionovela de Inés Rodena).
- Muñeca de trapo (2000): Producida por Laura Visconti Producciones para Venevisión, y protagonizada por Karina Orozco y Adrián Delgado.

En México:
- La gata (1970): Producida por Valentín Pimstein para Telesistema Mexicano (hoy Televisa), y protagonizada por María Teresa Rivas y Juan Ferrara.
- La fiera (1983): Producida también por Valentín Pimstein para Televisa, y protagonizada por Victoria Ruffo y Guillermo Capetillo.

- Rosa salvaje (1987): Producida también por Valentín Pimstein para Televisa, y protagonizada por Verónica Castro y Guillermo Capetillo. (Fusión de La gata con La indomable, otra radionovela de Inés Rodena).
- Sueño de amor (1993): Producida por José Rendón para Televisa, y protagonizada por Angélica Rivera y Omar Fierro.
- Por un beso (2000): Producida por Angelli Nesma para Televisa, y protagonizada por Natalia Esperón y Victor Noriega.
- Pobre diabla (2009): Producida por Fides Velasco para TV Azteca, y protagonizada por Alejandra Lazcano y Cristóbal Lander.
- La gata (2014): Producida por Nathalie Lartilleux para Televisa, y protagonizada por Maite Perroni y Daniel Arenas.

En Venezuela y Estados Unidos:
- Gata salvaje (2002): Producida por Alfredo Schwarz y Arquímedes Rivero para Venevisión y Univisión, y protagonizada por Marlene Favela y Mario Cimarro. (Fusión de La gata con La indomable y La galleguita, otras radionovelas de Inés Rodena).

En Brasil:
- Seus Olhos (2004): Producida por Henrique Martins para SBT, y protagonizada por Carla Regina y Thierry Figueira.